# 한국인권재단
한국인권재단(Korea Human Rights Foundation)은 1999년 유엔 세계인권선언 50주년 기념사업위원회를 기반으로 설립된 이후, '인권'이 사회 모든 영역에서 중요한 가치가 되는 열린 공동체를 만들기 위해 인권연구·담론의 심화와 인권문화의 확산, 인권교육 및 리더십 양성을 통하여 인권 친화적 가치와 문화에 기반한 제도를 실현하고자 노력하는 비영리 민간재단이다.

## 사업
아시아인권과 민주주의
아시아와 한국의 인권옹호자 간 교류와 현장체험 지원 활동
기업과 인권
기업의 인권책무성 증진을 위해 인권아카데미과정 ‘길’과 함께 기업과 인권 전문가 세미나 개최
도시와 인권
인권을 기반으로 한 도시를 만들기 위한 일환으로 매년 세계인권도시 포럼 개최
개발과 인권
RBA(인권에 기반한 개발협력)을 통해 인권에 기반한 개발협력 프로그래밍 과정 개설
인권교육
인권의식 고취를 위해 매년 국제인권 모의재판대회 개최, UN인권이사회 제네바 인권연수 파견
인권문화
인권홀씨기금, ‘올해의 인권책’ 선정, 다독다독캠페인 (인권책 100선 선정 및 보급)

## 연혁
- 1998년 12월 세계인권선언 50주년 기념사업회 구성
- 1999년 2월 제주인권학술회의
- 1999년~2010년 제주인권회의 개최 (총 7 회 개최)
- 2000년 한국인권재단 초청 1980년 노벨평화상 수상자 Adolfo Perez Esquivel 방한 토론회 개최
- 2001년 5월 10일 인권재단 창립총회
- 2001년 7월 26일 재단법인 설립 인가 (법무부)
- 2001년~2002년 인권단체 지원사업 (1차, 2차 총 20개 단체)
- 2004년 제7차 세계국가인권기구대회 NGO 포럼 후원
- 2006년 <국가에 의한 중대한 인권침해와 고문조작 피해자 권리 구제워크숍> 2회 개최
- 2006년 인권월례대화 (6회 개최)
- 2006년~2007년 인권평론 1호, 2호 발간
- 2008년~2011년 인권홀씨상 시상 (총 4 회)
- 2009년 '유엔글로벌콤팩트, 인권 기준과 인권통합경영에 관한 기업간담회' 개최
- 2009년 '존중 받는 삶을 위한 학습-노동-복지의 선순환'을 위한 사회 권 라운드 테이블 개최
- 2009년 기업인권침해 비사법적 구제책 한국사례 연구팀 운영 및 자료 집 발간

- 2010년 7월 대학(원)생 UN인권이사회 공동 주최
- 2010년 기업과 인권포럼 운영
- 2010년 남자 40대 나대로 사는 법 강좌 개발 및 후원
- 2010년~2011년 올해의 인권 책 선정 (총 2 회)

- 2011년 10월 2011 국제인권 모의재판 대회 주최
- 2011년 11월 UN전문가와 함께하는 ‘인권에 기반한 개발협력 프로그래밍 전문가 과정’ 운영
- 2011년 11월~2012년 1월 인권도시회의 (서울, 경기, 경상, 호남권역 개최)
- 2011년 1월 인권아카데미 벼리 개설
- 2011년 5월 2011 광주 국제인권도시네트워크 주관 (사무국)
- 2011년 8월 기업과 인권 전문가 세미나

- 2012년 2월 서울시 비영리민간단체 등록
- 2012년 2월 한국인권회의 개최 (제주인권회의 개칭) - 도시와 인권
- 2012년 4월~6월 RBA(인권에 기반한) 개발협력 기본, 중급, 고급과정 운영
- 2012년 5월 2012 세계인권도시포럼 개최 (추진위원회 주관단체)
- 2012년 5월 국제인권도시논문 공모전 공동주관

- 2013년 5월 2013년 세계인권도시포럼 개최 (광주)
- 2013년 6월 인권시민교육 인권 '제대로' 강좌 개설
- 2013년 8월 2013 국제인권모의재판 대회 개최
- 2013년 9월 다독다독 캠페인 인권책 100선 마을도서관 지원
- 2013년 10월 모의 유엔인권이사회 UPR 대회 (대학(원)생 )
- 2013년 11월 RBA(인권에 기반한) 개발협력 교육 강사 양성 및 실행매뉴얼 개발 워크샵
- 2013년 12월 인권홀씨기기금 지원 4사분기 5차 지원

## 역대 이사장
| 역대  | 성명   |  | 취임일      |
| ----- | ------ |  | ----------- |
| 제1대 | 신용석 |  | 1999년 11월 |
| 제2대 | 한상진 |  | 2005년 8월  |
| 제3대 | 박은정 |  | ;,          |
| 제4대 | 고광헌 |  | 2243        |